# Sam Shapiro
Sam Shapiro (* 1914 in New York City; † 30. Dezember 1999 in Baltimore, Maryland) war ein US-amerikanischer Biostatistiker, Mathematiker und Epidemiologe. Er ist für Studien zur Mammographie bei der Brustkrebsvorsorge bekannt und war Professor an der School of Hygiene and Public Health der Johns Hopkins University.
Sam Shapiro studierte zunächst Mathematik am Brooklyn College mit dem Bachelor-Abschluss 1933 sowie anschließend Mathematik und Statistik an der Columbia University und der George Washington University. Er promovierte nie (erhielt aber 1998 einen Ehrendoktor der Johns Hopkins University). In den 1960er Jahren war er Forschungsdirektor beim Health Insurance Plan of Greater New York. Dort kam er in Kontakt mit Philip Strax, mit dem er Anfang der 1960er Jahre eine sehr einflussreiche klinische Studie durchführte, die den Erfolg von Vorsorgeuntersuchungen mit Mammographie bei Brustkrebs darlegte.
Den Rest seiner Karriere untersuchte er die Effektivität medizinischer Behandlungsmethoden in großen Populationen. Er war an mehr als 200 wissenschaftlichen Publikationen beteiligt, darunter eine Studie über Kindersterblichkeit (1968), eine Studie über koronare Herzkrankheiten (1969) und über Kinder mit geringen Geburtsgewichten (1985). 1973 wurde er Direktor des Health Services Research and Development Center der Johns Hopkins University.
1988 erhielt Shapiro mit Philip Strax den Kettering-Preis. Er war Mitglied des Institute of Medicine der National Academy of Sciences.